# Liste der Stolpersteine in Lettland

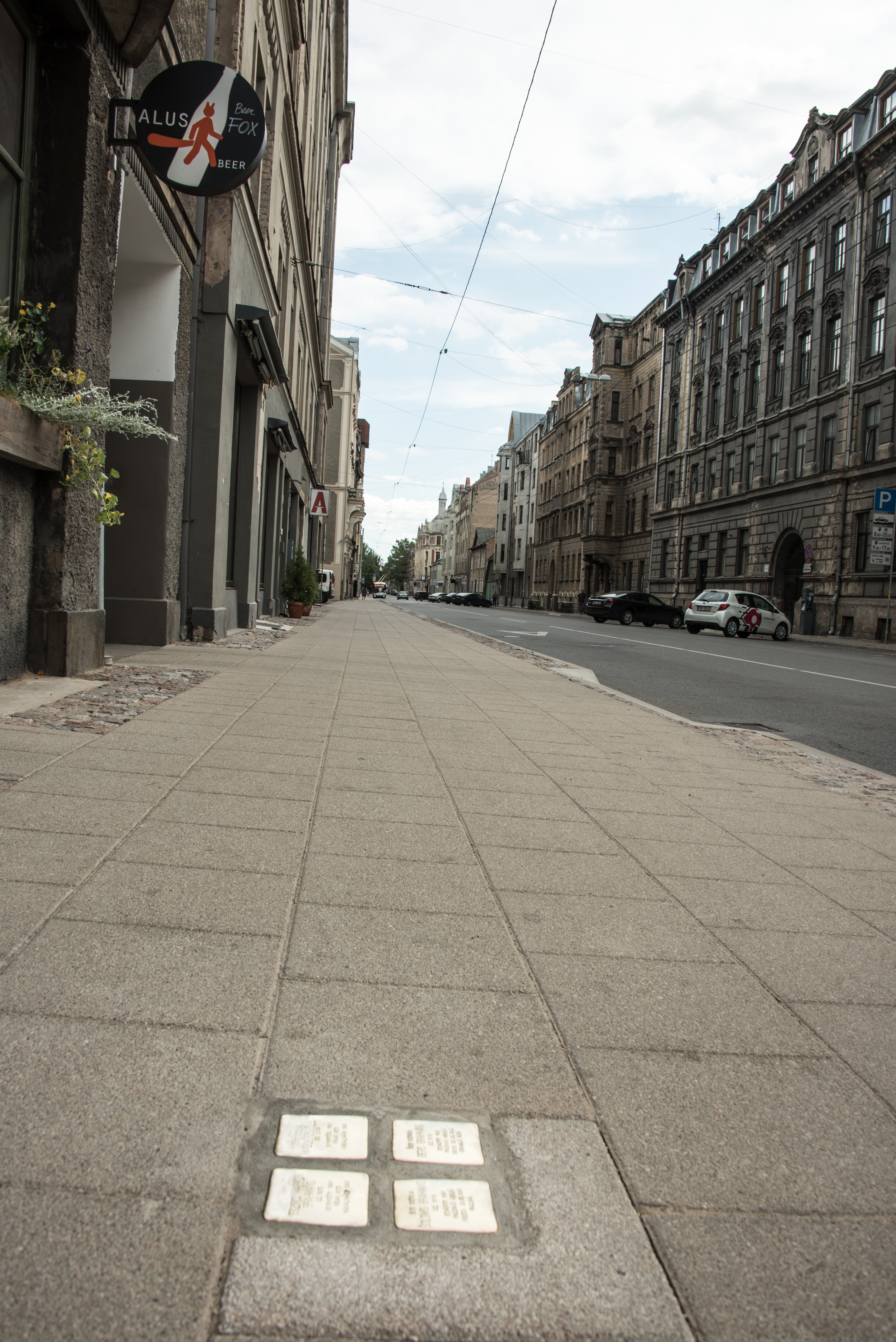
Die ersten Stolpersteine in Lettland erinnern an die Familie Brachmann aus Riga

Die Liste der Stolpersteine in Lettland enthält die Stolpersteine, die in Lettland verlegt worden sind. Sie erinnern an das Schicksal der Menschen aus diesem Land, die von den Nationalsozialisten ermordet, deportiert, vertrieben oder in den Suizid getrieben wurden. Die Stolpersteine wurden von Gunter Demnig verlegt.
Die Stolpersteine liegen in der Regel vor dem letzten selbstgewählten Wohnort des Opfers. Bisher erfolgte nur eine Verlegung in Riga am 28. Juli 2018. Insgesamt wurden hierbei vier Steine verlegt.

## Nationalsozialistische Verbrechen
1941 überfiel das Dritte Reich im Rahmen des Unternehmen Barbarossa die Sowjetunion und besetzte auch Lettland. Eines der ersten Verbrechen war die Zerstörung der  Großen Choral-Synagoge in Riga. Eine Reihe von Verbrechen gegen die Menschlichkeit folgten, wie die Massaker von Rumbula und Liepāja im November und Dezember 1941. Bis Ende 1941 wurden über 43.000 Juden in Lettland ermordet. Während des Holocausts wurden mehr als 70.000 lettische Juden ermordet, weitere 20.000 ermordete Juden waren aus Deutschland und den besetzten Gebieten nach Riga deportiert worden. Mehr als die Hälfte aller 90.000 Judenmorde im Land ging auf das Konto lettischer Helfer.
Die Erforschung des Holocaust in Lettland war auf Grund der antiisraelischen Politik der Sowjetunion, die es auch nicht erlaubte Holocaust-Ereignisse getrennt von den Opfern des gesamten „Sowjetvolks“ im Zweiten Weltkrieg zu betrachten, nicht möglich.
„Insgesamt sind also in den baltischen Republiken rund 210 000 Juden durch deutsche Organisationen und ihre Helfershelfer umgebracht worden.“

## Verlegte Stolpersteine

### Riga
Die Tabelle ist teilweise sortierbar; die Grundsortierung erfolgt alphabetisch nach dem Familiennamen.
| Stolperstein | Übersetzung                                                                                            | Verlegeort      | Name, Leben |
| ------------ | --- | --------------- | --- |
|              | HIER WOHNTE MALKA BRAHMANE GEB. 1874 DEPORTIERT 1941 GHETTO RIGA ERMORDET 1941                         | Stabu iela 59 · | Malka Brahmane, auch Brachmann, wurde am 18. August 1874 in Riga geboren. Ihre Eltern waren Movsha Wilentschik, ein Schneider, und Esther, geborene Liebesman. 1901 heiratete sie Eizik Brachman, sie wurden Eltern von fünf Kindern: Moisy und Sarah-Deborah (beide geboren 1902), Nessa (geboren 1904), Behr (geboren 1910) und Sholom (geboren 1916). Sie war Inhaberin eines Lebensmittelgeschäftes, welches sich unweit ihrer Wohnung, in der Bruninieku iela befand. Malka Brachmann wurde mit ihrem Mann im Ghetto Riga interniert und dort 1941 ermordet. |
|              | HIER WOHNTE BERS BRAHMANS GEB. 1910 EINBERUFEN 1941 SOWJETISCHE ARMEE GEFALLEN 6.09.1942 STARAJA RUSSA | Stabu iela 59 · | Bers Brahmans, auch Behr Brachmann, wurde am 25. Februar 1910 in Riga geboren. Seine Eltern waren Eizik und Malka Brachmann. Er hatte vier weitere Geschwister. Er besuchte das Jüdische Gymnasium in Riga und beherrschte fünf Sprachen (Jiddisch, Russisch, Lettisch, Deutsch und Hebräisch). 1928 machte er sein Abitur. Behr Brachmann reiste mit seinem Vater Eizik, einem Holzhändler, durch Polen und Litauen, er sollte wahrscheinlich auch Holzhändler werden. Behr Brachmann interessierte sich für kommunistische Ideen und brachte sich aktiv in die Kommunistische Bewegung ein, nahm an Demonstrationen teil und verteilte Flugblätter. Er wurde mehrfach deswegen verhaftet. Ab 1941 diente er in der Roten Armee. Behr Brachmann wurde 1942 bei Staraja Russa während eines Kampfes getötet. |
|              | HIER WOHNTE EIZIKS MARKUS BRAHMANS GEB. 1875 DEPORTIERT 1941 GHETTO RIGA ERMORDET 1941                 | Stabu iela 59 · | Eiziks Markus Brahmans, auch Eizik Markus Brachmann, wurde am 27. Mai 1875 in Jēkabpils geboren. Er war der Sohn von Ruven Brachmanis. Als er 21 Jahre alt war, arbeitete er als Hebräisch-Lehrer in Krustpils. Er heiratete 1901 Malka, geborene Wilentschik. Das Paar hatte fünf Kinder: Moisy und Sarah-Deborah (beide geboren 1902), Nessa (geboren 1904), Behr (geboren 1910) und Sholom (geboren 1916). Eizik Brachmann wurde mit seiner Frau im Ghetto Riga interniert und dort 1941 ermordet. Zwei seiner Söhne, Behr und Sholom, kämpften in der Roten Armee und wurden während Kämpfen getötet. Seine Tochter Sarah-Deborah floh während des Zweiten Weltkrieges, überlebte, heiratete David Ginsburg, die Ehe hielt nicht. Sarah-Deborah starb am 22. November 1987. Sie liegt auf dem Jüdischen Friedhof in Šmerlis, Riga, neben ihrer Schwester Nessa begraben. Seine Tochter Nessa besuchte ebenso wie ihre Brüder das Jüdische Gymnasium in Riga. Sie studierte in Jena Medizin und graduierte 1930. Ab 1933 arbeitete sie in der therapeutischen Abteilung des Krankenhauses Bikur Holim und im Sanatorium in Priedaine. Während des Zweiten Weltkrieges war sie als Ärztin an der Front tätig, nach Ende des Krieges kehrte sie nach Riga zurück und arbeitete ab 1946 in der Kinderklinik. Ab 1954 war sie Therapeutin am 1. Städtischen Krankenhaus von Riga. Nessa Brachmann starb am 5. Juli 1961 und ist auf dem Jüdischen Friedhof in Šmerlis, Riga begraben. |
|              | HIER WOHNTE ŠOLOMS BRAHMANS GEB. 1916 EINBERUFEN 1941 SOWJETISCHE ARMEE GEFALLEN 28.08.1941 TALLINN    | Stabu iela 59 · | Šoloms Brahmans, auch Sholom Brachmann oder Brachmanis, wurde am 4. Januar 1916 in Riga geboren. Seine Eltern waren Eisik und Malka Brachmann. Er besuchte wie seine anderen Geschwister das 1. Jüdische Gymnasium in Riga. Er beherrschte ebenso wie sein älterer Bruder Behr Brachmann fünf Sprachen (Jiddisch, Russisch, Lettisch, Deutsch und Hebräisch). Scholom Brachmann arbeitete als Händler in einer Sägemühle, laut einer weiteren Quelle war er Journalist. Er diente ab 1941 in der Roten Armee. Scholom Brachmann wurde am 28. August 1941 bei Kämpfen in Tallinn getötet. |

## Verlegedaten
Die Stolpersteine in Riga wurden von Gunter Demnig am folgenden Tag verlegt:
- 28. Juli 2018